# Paradoxipus orzeliscoides
Genre
Espèce
Paradoxipus orzeliscoides, unique représentant du genre Paradoxipus, est une espèce de tardigrades de la famille des Halechiniscidae. 

## Distribution
Cette espèce est endémique de l'océan Atlantique Nord-Ouest .
Elle a été découverte au large de Fort Pierce en Floride aux États-Unis.

## Publication originale
- Kristensen & Higgins, 1989 : Marine Tardigrada from the southeastern United States coastal waters. 1. Paradoxipus orzeliscoides n. gen., n. sp. (Arthrotardigrada: Halechiniscidae). Transactions of the American Microscopical Society, vol. 108, no 3, p. 262-282.